# Батурино (село, Холм-Жирковский район)
 Бату́рино — село в Смоленской области России, в Холм-Жирковском районе. Расположено в северной части области в 44 км к западу от Холм-Жирковского, в 12 км к югу от границы с Тверской областью.
Население — 264 жителя (2007 год). Административный центр Батуринского сельского поселения.

## История
Считается, что название села произошло от названия города Батурин (бывшего когда-то столицей Украины), переселенцы с Украины и дали название селу. В 1522 году упоминается как сельцо входящее в состав Ветлицкого стана Польского государства. С 1801 года Батурино становится селом (прапорщиком Гавриилом Майдановичем построена церковь Преображения Господня). В 1860 году организована школа. С 1861 года село — центр Батуринской волости. В 1929—1932 и 1938—1943 — центр Батуринского района.

## Экономика
Сельскохозяйственное предприятие «Берёзовское». Неполная средняя школа, библиотека дом культуры.